# Галліано (Луїзіана)
Галліано (англ. Galliano) — переписна місцевість (CDP) в США, в окрузі Лафурш штату Луїзіана. Населення — 7100 осіб (2020).

## Географія
Галліано розташоване за координатами 29°26′45″ пн. ш. 90°18′28″ зх. д. / 29.44583° пн. ш. 90.30778° зх. д. (29.445858, -90.307689).  За даними Бюро перепису населення США в 2010 році переписна місцевість мала площу 28,88 км², з яких 28,87 км² — суходіл та 0,01 км² — водойми.

## Демографія
Згідно з переписом 2010 року, у переписній місцевості мешкало 7676 осіб у 2827 домогосподарствах у складі 2047 родин. Густота населення становила 266 осіб/км².  Було 3127 помешкань (108/км²).
Расовий склад населення:
| - 85,0 % — білих - 5,4 % — корінних американців - 1,7 % — чорних або афроамериканців - 0,5 % — азіатів - 0,1 % — вихідців з тихоокеанських островів - 4,5 % — осіб інших рас |

До двох чи більше рас належало 2,8 %. Частка іспаномовних становила 7,6 % від усіх жителів.
За віковим діапазоном населення розподілялося таким чином: 25,0 % — особи молодші 18 років, 62,0 % — особи у віці 18—64 років, 13,0 % — особи у віці 65 років та старші. Медіана віку мешканця становила 37,3 року. На 100 осіб жіночої статі у переписній місцевості припадало 100,2 чоловіків;  на 100 жінок у віці від 18 років та старших — 96,1 чоловіків також старших 18 років.
Середній дохід на одне домашнє господарство  становив 60 530 доларів США (медіана — 50 188), а середній дохід на одну сім'ю — 67 959 доларів (медіана — 56 583). За межею бідності перебувало 15,8 % осіб, у тому числі 19,1 % дітей у віці до 18 років та 10,2 % осіб у віці 65 років та старших.
Цивільне працевлаштоване населення становило 3061 особа. Основні галузі зайнятості: сільське господарство, лісництво, риболовля — 13,1 %, транспорт — 11,2 %, освіта, охорона здоров'я та соціальна допомога — 10,8 %.